# Matra Alice 90
O microcomputador Alice 90, da Matra & Hachette, foi um computador doméstico comercializado na França em meados da década de 1980, sendo um dos sucessores do Matra Alice, produzido pela mesma empresa, sob licença da Tandy Corporation estadunidense.
O Alice 90 era, na verdade uma atualização do Matra Alice 32, agora com 32 KiB de memória RAM  e teclado separado do gabinete. Além disso, seu cabo de vídeo possuia uma entrada "video in", de forma que os gráficos gerados pelo processador EF9345 podiam ser transmitidos por essa entrada de vídeo.